# Kąpielisko Fala w Chorzowie

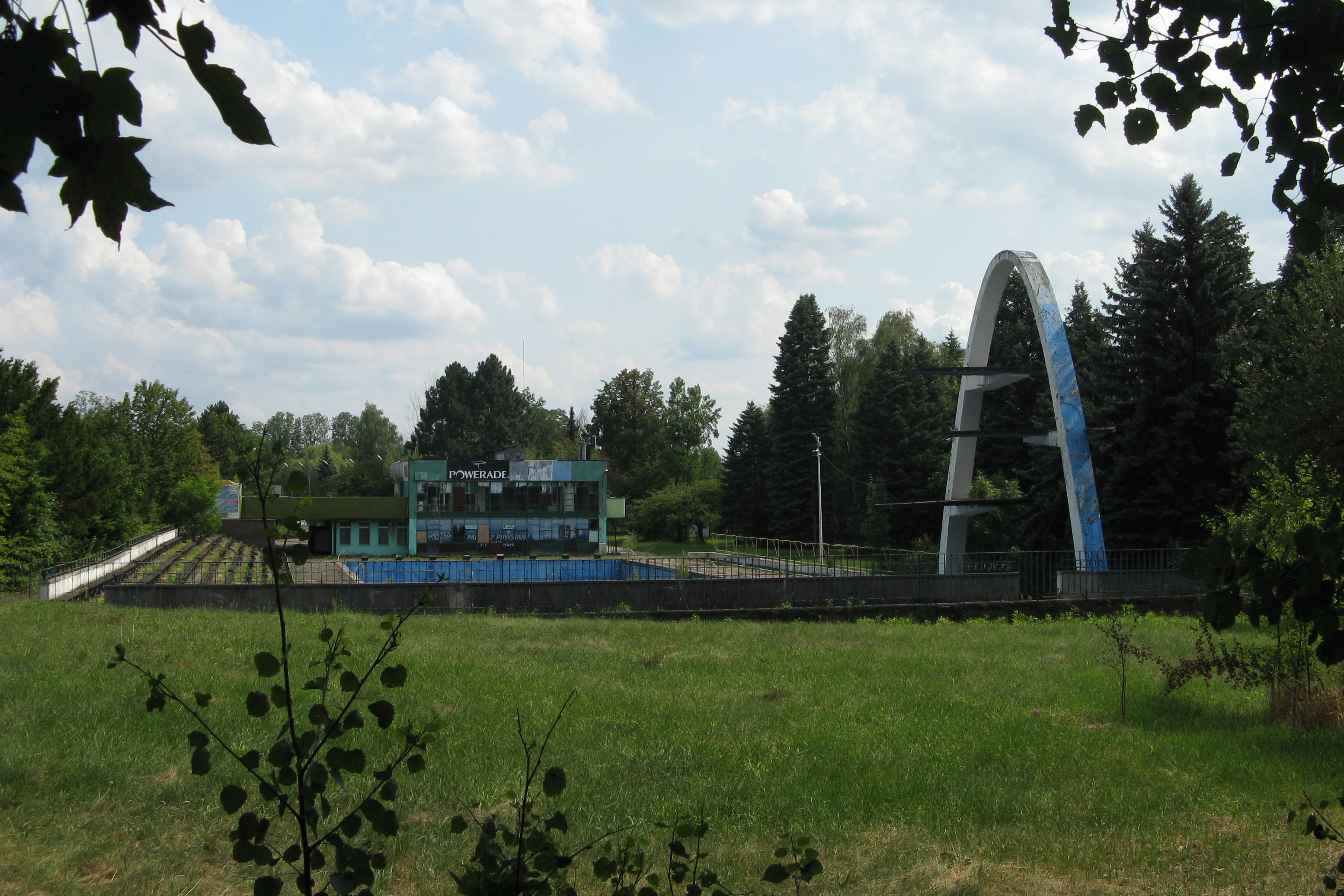
Pozostałości zabudowań kąpieliska Fala, po prawej wieża do skoków (2018)

Kąpielisko Fala w Chorzowie – jeden z największych w Polsce otwartych kompleksów basenowych znajdujący się na terenie Parku Ślaskiego. Na obszarze o powierzchni 13 ha znajdują się 4 baseny oraz stacja uzdatniania wody.
Nazwa kąpieliska pochodzi od wytwarzanej na jednym z basenów sztucznej fali morskiej, która w momencie oddania do użytku była pierwszą tego typu konstrukcją w kraju.
Zespół basenów kąpieliska Fala zaprojektowali architekci Alojzy Wróblewski, Jan Kozub i Franciszek Ryszard Koczy. Kąpielisko zdolne pomieścić 15 tys. osób oddano do użytku 12 czerwca 1966 r. W roku 1967 zespół kąpieliskowy zaprezentowano członkom Międzynarodowej Unii Architektów. Nagroda Ministra Budownictwa i Przemysłu Materiałów Budowlanych I stopnia (1967).
Kąpielisko Fala uznawane jest za wybitne osiągnięcie polskiej architektury sportowej.
Do 2000 roku Fala była obiektem całorocznym, zimą działającym jako lodowisko. W 2009 roku w jego miejscu został wybudowany jeden z największych w regionie skateparków. W 2012 wyburzono część obiektów, pomniejszając kąpielisko. W 2014 roku kąpielisko zostało po raz ostatni otwarte. W ostatnim latach działalności kąpielisko odwiedzało ponad 30 tysięcy osób. Obiekt zamknięto w 2016. W marcu 2023 trwały prace rozbiórkowe, a na dotychczasowym miejscu ma powstać do września 2024 kolejny obiekt.

## Baseny kąpieliska
- „Olimpijski” – pełnowymiarowy basen o długości 50 m i głębokości od 1,8 m do 2 m, posiadający 8 torów, każdy o szerokości 2,5 m oraz słupki startowe z każdej strony.
- „Skocznia” – basen o głębokości 4,5 m, obok którego stoi nieczynna wieża do skoków. Ze skoczni można było oddawać skoki z wysokości: 3, 5, 7 oraz 10 metrów.
- „Fala” – największa atrakcja kąpieliska, basen ze sztuczną falą. Wzburzenie wody trwa ok. 10 minut i odbywa się kilka razy w ciągu dnia z częstotliwością co godzinę.
- „Szkoleniowy” (zwany również „Kalesony”) – basen przeznaczony raczej dla osób uczących się pływać, znajduje się przy nim zjeżdżalnia, której wylot jest skierowany właśnie do tego basenu.[1].
- „Elipsa” (zwana też potocznie „Jajo”) – brodzik w kształcie elipsy. Całkowicie zlikwidowany w 2013.
- „Brodzik” – najpłytszy z basenów, przeznaczony dla najmłodszych, na jego środku znajduje się sztuczna wyspa. Całkowicie zlikwidowany i zasypany w 2013.